# L'albero del sangue
L'albero del sangue (El árbol de la sangre) è un film del 2018 diretto da Julio Medem.

## Trama
Una giovane coppia di scrittori, Marc e Rebeca, si confina in un casale e, partendo dai trisnonni, ripercorrono le rispettive vicende familiari fino a giungere agli eventi che li hanno condotti ad incontrarsi, prendendo come riferimento di tutto un grande albero del poderetto. Passo dopo passo emergeranno verità a volte sconvolgenti che li porteranno a non essere più quelli di prima.

## Distribuzione
Uscito nei cinema spagnoli il 31 ottobre 2018, in Italia il film è stato distribuito da Netflix.